# Kurt Bittel
Kurt Bittel (Heidenheim an der Brenz, 5 luglio 1907 – Heidenheim an der Brenz, 30 gennaio 1991) è stato un archeologo tedesco.
Era un archeologo esperto della preistoria. Come presidente dell'Istituto archeologico germanico (Deutschen Instituts Archäologischen - DAI) e studioso della storia degli Ittiti diresse gli scavi nel sito della città di Hattusha in Turchia. Acquisì grandi meriti anche come un esperto della storia dei Celti in Europa centrale.

## Biografia
La casa di suo padre sorgeva in Karlstrasse, al centro della città di Heidelberg in cima ad una fortificazione romana così capitava di trovare frammenti di oggetti di epoca romana nel suo giardino. Bittel raccontava come, ancora bambino, scavava nelle aiuole del giardino di suo padre, in cerca di frammenti di oggetti antichi. All'età di 13 anni aveva mosso i primi passi nell'archeologia scavando, con il permesso delle autorità forestali, in un tumulo in un bosco vicino a casa, aiutato da un amico e dal fratello di tre anni più piccolo Heinz Bittel.
Diplomatosi al gymnasium nel 1925, Kurt Bittel studiò in varie università a Heidelberg, Vienna, Berlino e Marburgo per seguire le lezioni di famosi archeologi come Ludwing Curtius, studiosi della preistoria come Oswald Menghin, Max Ebert, Hubert Shmidt e storici come Hulrich Wilcken
Consegue la laurea a 23 anni, nel 1930, con il professor Gero von Merhart con una tesi su i 'Celti in Württemberg'. 
Nel 1931 ottenne dall'Istituto Archeologico tedesco la possibilità di partecipare agli scavi presso Ḫattuša. Nel 1932 partecipò agli scavi in Egitto.
Nel 1931 trovò impiego solo come "assistente ricercatore" nei settori Cairo ed Istanbul. Nel 1933 fu nominato membro dell'Istituto Archeologico dell'impero tedesco nella sede di Istanbul, diretto da Martin Schede.
Dal 1931 al 1977 Bittel partecipò come direttore agli scavi nella capitale degli Ittiti, Ḫattuša assieme al suo collaboratore di lunga data Peter Neve. Nel 1937 Bittel aderì al partito nazional socialista (Nationalsozialistische Deutsche Arbeiterpartei).
Nel 1938 divenne il primo direttore del Dipartimento di Istanbul del Istituto archeologico germanico (DAI, Deutsches Archäologisches Institut). Dal 1942 al 1944 Bittel fu nominato professore presso l'Università di Istanbul. Ai primi di agosto del 1944, però la Turchia ruppe le relazioni diplomatiche con l'Impero tedesco, il Dipartimento di Istanbul della DAI fu chiuso e Bittel - come molti altri cittadini tedeschi - fu espulso dalla Turchia.
Nel 1946 Bittel fu nominato Professore di Preistoria presso l'Università di Tubinga, dove nel 1950 insieme a Adolf Rieth e Wolfgang Kimmig iniziò gli scavi ad Hallstatt Heuneburg.
Bittel nel 1951 tornò in Turchia come direttore del Dipartimento di Istanbul del Istituto archeologico germanico. Dal 1951 al 1960 insegnò come visiting professor presso l'Università di Istanbul. Nel 1952 partecipò agli scavi di Daskyleion in Bandırma. Nel 1959 fu eletto membro corrispondente dell'Accademia Bavarese delle Scienze.
Dal 1960 al 1972 fu presidente dell'Istituto archeologico germanico. Dal 1972 fu membro regolare dell'Accademia delle Scienze di Heidelberg.
Il 30 gennaio 1991 Kurt Bittel morì nella sua città natale di Heidenheim. Dal 1989 la città di Heidenheim ha istituito il premio Kurt-Bittel per l'Archeologia che viene assegnato ogni due anni alle migliori ricerche nel campo della Preistoria della Germania meridionale.

## Alcune sue pubblicazioni
- Die Kelten in Württemberg. Römisch-Germanische Forschungen 8 (Berlino, Leipzig 1925, 1934)
- Die Felsbilder von Yazilikaya. Neue Aufnahmen der deutschen Bogazkoey-Expedition 1931 (Bamberg 1934)
- Praehistorische Forschung in Kleinasien (Istanbul 1934)
- Die Ruinen von Bogazköy, der Hauptstadt des Hethiterreiches. Kurze Beschreibung (Berlino 1937)
- Kleinasiatische Studien (1942)
- Grundzüge der Vor- und Frühgeschichte Kleinasiens (1950)
- Hattuscha - Hauptstadt der Hethiter. Geschichte und Kultur einer altorientalischen Großmacht (Köln 1983)
- Reisen und Ausgrabungen in Ägypten, Kleinasien, Bulgarien und Griechenland 1930 - 1934 (Stuttgarda 1998)